# 平群町総合文化センター
平群町総合文化センター（へぐりちょうそうごうぶんかセンター）は奈良県平群町にある文化施設。実施設計は安井建築設計事務所。

## 概要
2018年（平成30年）10月に着工、2020年（令和2年）4月に完成。
幼保一元化の一環として、平群町立平群幼稚園が平群町立ゆめさとこども園に移行され、その跡地に建設された。
大ホールのくまがしホール、イベント会場であるどんぐり広場、平群町立図書館、平群町立中央公民館、人権交流センターなどがある。

## 施設
（この節の出典：）
駐車場
- 130台

1階
- 平群町立図書館（収容冊数8万冊 630 m2）
- くまがしホール
  - 370席
  - 舞台（471 m2）

- 和室（定員20名 12畳）
- 中会議室1（定員18名 50 m2）、中会議室2（定員24名 47 m2）

2階
- 中会議室3（定員20名 68 m2）
- 小会議室（定員12名 24 m2）
- 研修室1A（定員18名 38 m2）、研修室2A（定員12名 32 m2）
- 研修室1B（定員18名 42 m2）、研修室2B（定員18名 40 m2）

## アクセス
- 近畿日本鉄道 平群駅（近鉄生駒線）から徒歩1分